# Podarge de Hartert
Batrachostomus harterti
Espèce
Statut de conservation UICN

 LC  : Préoccupation mineure
Le Podarge de Hartert (Batrachostomus harterti) est une espèce d'oiseaux de la famille des Podargidae.

## Répartition
Cet oiseau peuple les forêts pluviales de montagne de Bornéo.

## Taxinomie
La dénomination spécifique, harterti, commémore l'ornithologue allemand Ernst Hartert.